# Белогръд месит
Белогръдият месит (Mesitornis variegatus) е вид птица от семейство Mesitornithidae. Видът е световно застрашен, със статут Уязвим.

## Разпространение и местообитание
Разпространен е в Мадагаскар.